# 车哥水站
車哥水站（韓語：차가수역）是朝鮮民主主義人民共和國两江道三池渊郡的一個鐵路車站，属于三池渊线。

## 邻近车站
三池渊线
間上峰站 - 車哥水站 - 獨山站